# Le Patriote français
Le Patriote français, eigentlich in der damaligen Schreibweise Le Patriote françois, war eine Zeitung, die von Jacques Pierre Brissot vom 28. Juli 1789 bis zum 2. Juni 1793 in Frankreich herausgegeben wurde. Qualifiziert als „Kernstück der Geschichte der Revolution“ im Historischen Wörterbuch von Albert Soboul, spielte sie insbesondere eine große Rolle in der Propaganda für die französische Kriegserklärung an Österreich von 1792.

## Geschichte
Ein Prospekt vom 16. März 1789 informierte die Bevölkerung folgendermaßen: „Wir schlagen vor, eine politische, nationale, freie Zeitung zu veröffentlichen, die unabhängig von Zensur und allen Teilen des Einflusses ist.“ Brissot wurde daraufhin von der Polizei des Königs gesucht, er konnte nur eine Nummer vor dem Treffen der Generalstände veröffentlichen.
Aus dieser Zeitung machte Jacques Pierre Brissot eine Tribüne revolutionärer Ideen, er gab einen sehr lebhaften Bericht über die Debatten, die in der Konstituante stattfanden, er bat um die Unterstützung von Nicolas de Condorcet, Étienne Clavière, Henri Grégoire sowie Jérôme Pétion und viele andere Abgeordnete.
Ab dem Oktober 1791 vertraute Brissot sein Tagebuch vollständig Girey-Dupré an, um sich auf sein Mandat als Stellvertreter des Volkes zu konzentrieren, bevor er die Ausarbeitung des Berichts der Versammlung wieder am 1. Januar 1792 aufnahm. Der französische Patriot, der bis dahin als nationales Organ angesehen wurde, wurde immer mehr zum Sprachrohr und Plattform einer Partei, die bald als Brissot-Partei bzw. Girondisten bekannt wurde.
Auf diese Weise startete er eine energische Kampagne für den Krieg, die eine „Kriegspsychose“ auslöste. Die Redaktion führte ein Crescendo in der Rede durch, beginnend mit den Auswanderern, die durch zu den deutschen Fürsten gingen, um den Kaiser zu erreichen. Diese Politik wird zur Kriegserklärung am 20. April 1792 führen.